# Sara Benoliel
Sara Benoliel (Borba, Brasil, 12 de abril de 1898 - Lisboa, Portugal, 1970) foi uma médica e feminista brasileira, naturalizada portuguesa, conhecida por ter sido a primeira médica pediatra a exercer em Portugal. Desempenhou um importante papel no desenvolvimento da pediatria e dos cuidados infantis no país, quando em Portugal existia um alto nível de mortalidade infantil.

## Biografia
Sara Barchilon Benoliel nasceu em Borba, a sul de Manaus, no estado do Amazonas, Brasil, a 12 de abril de 1898. Era filha de Rahaèl Samuel Benoliel, empresário, e Merie Barchilon, ambos burgueses e judeus sefarditas de origens portuguesas e espanholas, nascidos em Marrocos, cujos antepassados haviam fugido para o Norte de África durante a Inquisição Portuguesa e Espanhola, sendo a sexta filha do casal.
Aos sete anos, contraiu poliomielite, da qual nunca recuperou totalmente, sendo obrigada a se deslocar com uma bengala durante quase toda a sua vida. Esse acontecimento foi decisivo para de se tornar pediatra. Pouco depois, mudou-se para Portugal com a sua família e, posteriormente, quando atingiu a maioridade, criou eventos de beneficência, onde angariava roupas e alimentos para distribuir pelas famílias mais carenciadas, fundando ainda uma creche para crianças doentes no Hospital Dona Estefânia em Lisboa.
Em 1925, licenciou-se em Medicina pela Faculdade de Medicina da Universidade de Lisboa. No ano seguinte concluiu o seu Doutoramento, com uma tese sobre meningite tuberculosa, e de seguida, fez cursos de pediatria na Alemanha, Áustria e França.
Em 1928, regressou a Portugal, naturalizou-se portuguesa e abriu o seu consultório, na sua própria residência, situado na Rua do Salitre, nº 161, em Lisboa, tornando-se na primeira médica pediatra a exercer em Portugal.
Dois anos depois, organizou cursos gratuitos sobre cuidados materno-infantis no Dispensário do Tribunal da Infância, fundou o Auxílio Maternal do Pessoal Feminino dos Hospitais Civis, uma iniciativa que criou creches para os filhos das funcionárias de vários hospitais, desenvolveu um serviço domiciliário médico de apoio às famílias carenciadas, participou em vários congressos, dirigiu uma creche modelo no Hospital de Santo António dos Capuchos, também em Lisboa, e, durante oito anos, trabalhou como assistente do professor Jaime Salazar de Sousa, que introduziu a especialidade da pediatria em Portugal.
Em 1935, Sara Benoliel foi convidada e nomeada para desempenhar o cargo de coordenadora responsável pela especialidade de Pediatria na Faculdade de Medicina de Lisboa, exercendo ao mesmo tempo como médica nos postos de saúde das Escolas Infantis João de Deus, da Beneficência de São Mamede e em vários jardins-escolas.
Na década de 50, exerceu como médica pediatra das Caixas de Previdência, onde serviu até ao fim da vida. 
Sara Benoliel faleceu a 20 de Dezembro de 1970. Encontra-se sepultada no Cemitério Israelita de Lisboa, perto do Jardim da Estrela.

## Publicações
Consciente de que a mortalidade infantil era muito alta e que certos temas não eram abordados com o teor e os avanços científicos de então na sociedade portuguesa, caracterizada por um fervoroso catolicismo e pensamento conservador, existindo ainda uma grande percentagem da população analfabeta, Sara sentiu a necessidade de educar o público e consciencializar a sociedade como um todo sobre a criação das crianças e os cuidados das mães. Publicou inúmeros trabalhos sobre obstetrícia, puericultura e pediatria, como as obras "Algumas notas sobre Cuidados Maternos e Infantis no Exterior" (1927), "Preconceitos nos Cuidados Infantis e a Forma de Combatê-los" (1935) e "Subsídios para a História da Pediatria em Portugal" (1938).
Durante a sua vida, colaborou com vários periódicos e revistas, tanto em Portugal como no Brasil, nomeadamente na Seara Nova, Revista dos Jornais de Medicina e Portucale.

## Envolvimento Político e Activismo
Activista feminista pela luta da igualdade de género e o sufrágio feminino, foi membro do Conselho Nacional das Mulheres Portuguesas, uma das mais importantes organizações feministas em Portugal que, com o surgimento das associações femininas do governo autoritário do Estado Novo, foi forçosamente encerrada em 1947.
Durante a Segunda Guerra Mundial, trabalhou com a organização de jovens judeus portugueses, fundada em 1925, Hehaber (actualmente Hehaver), criada pela Sinagoga Ohel Jacob de Lisboa, prestando ajuda na comissão criada para prestar auxílio aos refugiados de fé judaica "que, em virtude das perseguições anti-semitas da Alemanha, procuraram asilo em Portugal".
Foi também uma das primeiras mulheres a conduzir em Lisboa, causando o choque e o escândalo na sociedade lisboeta. 

## Homenagens e Legado
Três meses após o seu falecimento, o seu nome passou a figurar na toponímia de Lisboa, sendo o seu nome atribuído a uma rua, perto da estrada de Moscavide, na freguesia de Santa Maria dos Olivais. Para além da capital portuguesa, outras localidades homenagearam a médica e activista na sua toponímia, sendo possível encontrar ruas com o nome de Sara Benoliel em Fernão Ferro (Seixal) e Rio de Mouro (Sintra).
A 12 de abril de 2018, data a que se comemorou os 120 anos do nascimento de Sara Benoliel, realizou-se uma cerimónia com exposições e duas comunicações sobre a vida da médica e activista feminista, no Centro Nacional de Cultura, em Lisboa.
Em 2019, realizou-se na Igreja do Hospital de Santo António dos Capuchos, uma homenagem ao trabalho da médica activista que ali trabalhou, em colaboração com a Área de Património Cultural e a Unidade de Assistência Espiritual e Religiosa do Centro Hospitalar e Universitário de Lisboa Central.